# نه خدایان، نه اربابان

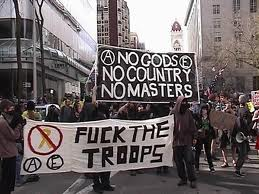
آنارشیست‌ها در حال راهپیمایی با شعار «بی‌خدایان، بی‌کشورها، بی‌اربابان» بر روی یک بنر.

بی‌خدایان، بی‌اربابان یک شعار آنارشیستی و کارگری است. از اواخر قرن نوزدهم، آنارشیست‌ها در انگلیس این شعار را مورد استفاده مشترک قرار دادند. استفاده از این شعار در اوایل قرن بیستم، در جزوه ای که توسط کارگران صنعتی جهان در اعتصاب نساجی لارنس در سال ۱۹۱۲ منتشر شده، مشهود است. این عبارت از شعار فرانسوی " Ni dieu ni maître !" (به معنای نه خدا و نه صاحبان) گرفته شده‌است که توسط فعال سوسیالیست، لوئیس آگوست بلانکی در سال ۱۸۸۰، زمانی که او یک مجله را با این نام منتشر می‌کرد، الهام گرفته. در رمان جوزف کنراد «مأمور مخفی»، که اولین بار در سال ۱۹۰۷ منتشر شد، شخصیت آنارشیست پروفسور می‌گوید: «سیستم من این گونه است: خدایی نیست! اربابی نیست.»